# Campeones Cup 2018
La Campeones Cup 2018 est la première édition de la Campeones Cup. Le match oppose le Toronto FC, vainqueur de la coupe de la Major League Soccer 2017 aux Tigres UANL, vainqueur de la supercoupe du Mexique 2018. La rencontre se déroule le 19 septembre 2018 au BMO Field à Toronto, au Canada.
Au terme de la rencontre, le Tigres UANL l'emporte sur le score de trois buts à un.

## Règlement
Les règles du match sont les suivantes : la durée de la rencontre est de 90 minutes puis en cas de match nul, une séance de tirs au but est réalisée pour départager les équipes. Trois remplacements sont autorisés pour chaque équipe.

## Feuille de match
| Toronto FC |

| Tigres UANL |

| Toronto FC |

| Tigres UANL |

| G             | 25 | Alex Bono            |  |     |
| D             | 15 | Eriq Zavaleta        |  |     |
| D             | 4  | Michael Bradley      |  |     |
| D             | 6  | Nick Hagglund        |  |     |
| M             | 9  | Gregory van der Wiel |  | 65e |
| M             | 14 | Jay Chapman          |  |     |
| M             | 18 | Marky Delgado        |  |     |
| M             | 21 | Jonathan Osorio      |  |     |
| M             | 2  | Justin Morrow        |  |     |
| A             | 17 | Jozy Altidore        |  | 57e |
| A             | 10 | Sebastian Giovinco   |  | 40e |
| Remplaçants : |    |                      |  |     |
| G             | 1  | Clint Irwin          |  |     |
| D             | 5  | Ashtone Morgan       |  |     |
| D             | 12 | Jason Hernandez      |  |     |
| D             | 96 | Auro                 |  | 65e |
| M             | 7  | Víctor Vázquez       |  |     |
| A             | 16 | Lucas Janson         |  | 40e |
| A             | 87 | Tosaint Ricketts     |  | 57e |
| Entraîneur :  |    |                      |  |     |
| Greg Vanney   |    |                      |  |     |

| G                | 1  | Nahuel Guzmán       |  |     |
| D                | 28 | Luis Rodríguez      |  |     |
| D                | 29 | Jesús Dueñas        |  |     |
| D                | 4  | Hugo Ayala          |  |     |
| D                | 3  | Juninho             |  |     |
| D                | 6  | Jorge Torres Nilo   |  |     |
| M                | 5  | Rafael Carioca      |  |     |
| M                | 19 | Guido Pizarro       |  | 85e |
| M                | 8  | Lucas Zelarayán     |  | 88e |
| A                | 9  | Eduardo Vargas      |  | 64e |
| A                | 10 | André-Pierre Gignac |  |     |
| Remplaçants :    |    |                     |  |     |
| G                | 30 | Miguel Ortega       |  |     |
| D                | 2  | Israel Jiménez      |  |     |
| D                | 14 | Juan José Sánchez   |  |     |
| M                | 25 | Jürgen Damm         |  | 85e |
| A                | 13 | Enner Valencia      |  | 64e |
| A                | 17 | Rafael Durán        |  |     |
| A                | 18 | Ismael Sosa         |  | 88e |
| Entraîneur :     |    |                     |  |     |
| Ricardo Ferretti |    |                     |  |     |